# Livio Fabro
Livio Fabro (Pola, 4 luglio 1906 – 15 maggio 1983) è stato un calciatore italiano, di ruolo attaccante.

## Carriera
Con la Triestina disputa 10 gare segnando 3 gol nel campionato di Divisione Nazionale 1928-1929; lascia il club alabardato nel 1934.